# Astha Agarwal
Astha Agarwal es una actriz de televisión india. Es reconocida por sus actuaciones en las series de televisión hindi Sapne Suhane Ladakpan Ke y Ek Tha Raja Ek Thi Rani. Interpretó a  Minty en la serie de terror Kavach...Kaali Shaktiyon Se. Actualmente interpreta el rol de Prathna en la serie de televisión cómica Kya Hal, Mister Panchal.

## Filmografía

### Televisión
- 2017, Kya Hal Mister Panchal
- 2017, Khatmal E Ishque
- 2016, Savdhaan India
- 2016, Khidki
- 2016, Bharatvarsh
- 2016, Kavach...Kaali Shaktiyon Se
- 2016, Darr Sabko Lagta Hai
- 2015, Ek Tha Raja Ek Thi Rani
- 2015, Krishan Kanhaiya
- 2015, Peterson Hill
- 2014, Beintehaa
- 2014, Sapne Suhane Ladakpan Ke
- 2014, Ek Hasina Thi